# Club Social y Deportivo Comunicaciones (Mercedes)

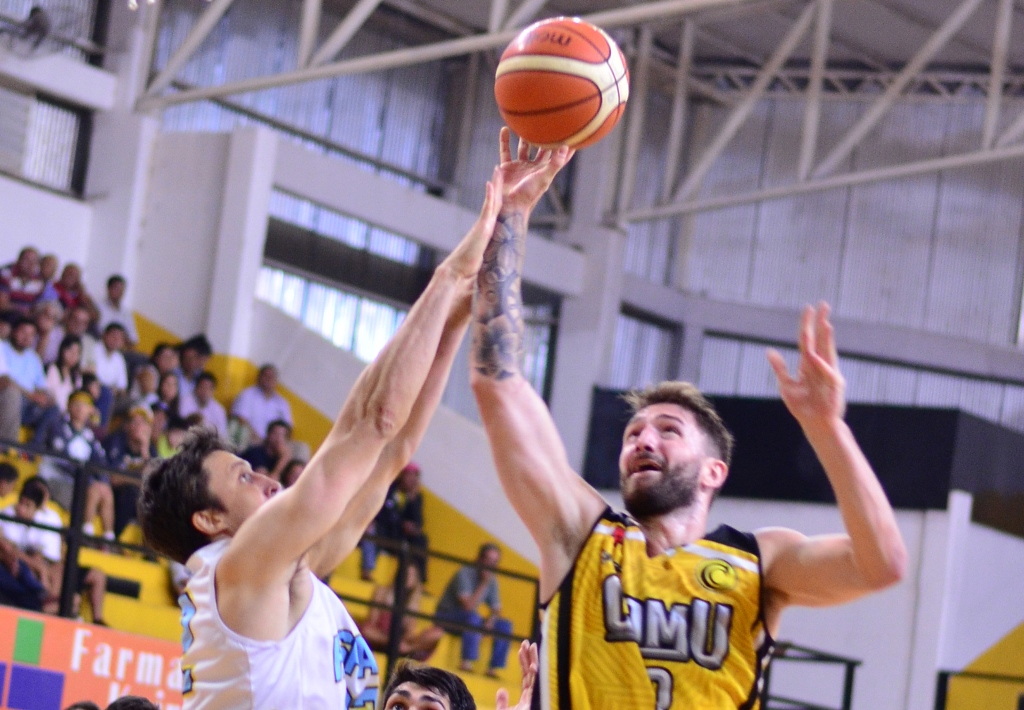
Lucas Arn en un partido de La Liga.

El Club Social y Deportivo Comunicaciones es un club polideportivo fundado el 20 de junio de 1957 en la ciudad de Mercedes, provincia de Corrientes. Su actividad más destacada es el baloncesto, ya que su equipo disputa al Liga Nacional de Básquet, máxima división nacional. En 2017 se proclamó campeón de la segunda división y logró el ascenso a la primera división.
Además cuenta con un equipo de fútbol que disputa los torneos de la Liga Mercedeña de Fútbol y a nivel nacional disputó el Torneo Federal C 2017. Fue invitado a participar en el Torneo Federal B para la temporada 2017.
Comunicaciones, alias comu, cuenta con 2 títulos provinciales de fútbol superando con a Boca Unidos

## Historia
En fútbol el equipo disputó su primer campeonato nacional en 2012, cuando jugó el Torneo del Interior, donde llegó hasta la tercera fase, los dieciseisavos de final. En 2014 también disputó el Torneo del Interior y llegó a la segunda ronda, quedó eliminado en la primera serie que disputó.
En básquet disputó, en 2015, el torneo regional del noreste argentino, el cual daba el ascenso al Torneo Federal de Básquetbol. En la final cayó ante Unión de Goya, pero aun así logró el ascenso a la tercera división nacional. Por esas fechas, la segunda división nacional se encontraba vendiendo plazas y Comunicaciones compró una, saltando así del torneo regional al segundo nivel nacional.

Nosotros comenzamos a organizar un bingo y nos va muy bien, es uno de nuestras principales fuentes de ingresos. Gracias a eso y a la motivación de la gente pensamos en jugar Federal, pero salió la chance del TNA y con apoyo de la provincia pudimos desarrollar el proyecto y comprar la plaza.
Cuando llegamos a la categoría estaban todos los equipos armados y buscamos jugadores que quedaban en el mercado. De todas maneras, estuvimos todos muy contentos porque era la primera vez que un equipo del interior de la provincia participaba de un torneo tan importante. Cometimos errores, pero aprendimos. Después sumamos al tulo (Fernando Rivero, el DT) y en base a él armamos el equipo para este año.
Mario Fernández, vicepresidente de la comisión de básquet.

### Temporadas en el TNA y ascenso
Para la primera temporada del equipo en la segunda división se contrató a Jorge Caballero como entrenador, y el equipo estuvo compuesto por Hernando Salles, Milton Vittar, Alejandro Peralta, José Fabio, Pablo Walter, los juveniles Facundo Toia y Lucio Sánchez y el extranjero Donovan Marshall. Tras 17 partidos jugados, donde el equipo ganó 6 encuentros, Jorge Caballero fue despedido de su cargo y asumió Fernando Rivero. Con 10 victorias y 26 derrotas el equipo terminó 11.° y accedió a los play-offs ante La Unión de Colón. Tras ganar esa serie en tres de cinco partidos, se emparejó ante Villa Ángela Basket, el mejor equipo de la conferencia, que derrotó al equipo mercedino en una serie que se definió en el cuarto partido.
Para la segunda temporada Fernando Rivero continuó al mando del equipo. Junto con la renovación contractual del entrenador llegaron algunos refuerzos al equipo que lo convirtieron en candidato, entre ellos estaba Nicolás Lauría que había sido elegido el mejor jugador del pasado TNA, Ariel Pau y Gastón Torre. La segunda temporada del equipo en el TNA fue mejor que la primera, terminó la fase regular segundo de la conferencia norte con 27 partidos ganados de 36 encuentros y accedió a cuartos de final de conferencia de manera directa. En la primera llave de play-offs se enfrentó con Villa San Martín de Resistencia, al cual eliminó en una serie que llegó al cuarto partido. En semifinales de conferencia eliminó a Unión de Santa Fe en una serie que llegó al quinto y último partido, jugado en Mercedes, y así accedió a la final de la conferencia, semifinal nacional ante Hindú de Resistencia, el mejor equipo de la conferencia y también el mejor a nivel nacional. Comunicaciones ganó los dos primeros partidos, jugados en Chaco, y definió como local la serie, donde ganó el tercero y accedió a la final nacional por primera vez en su historia. El equipo fue proclamado campeón de la conferencia norte y se enfrentó con el campeón de la conferencia sur, Estudiantes de Olavarría por el título de la categoría y por el ascenso deportivo a la máxima categoría.
Como Comu terminó con mejor marca de partidos ganados contra partidos perdidos tuvo la ventaja de la cancha, disputando así tres de los cinco partidos en Mercedes. El primer encuentro fue victoria para el equipo visitante 83 a 74 tras un gran segundo tiempo, mientras que dos días más tarde el local se impuso 81 a 71 e igualó la serie. Comu viajó a Olavarría con el objetivo de ganar al menos un partido para poder definir la serie de local, sin embargo cayó en el primer encuentro 70 a 58 y se encontró con la obligación de ganar para seguir con aspiraciones al título. El cuarto partido de la serie se definió en tiempo suplementario. Tras empatar en 78 y sin uno de sus mejores jugadores, el camerunés Gastón Essengué, Comunicaciones ganó 14 a 9 en los primeros cinco minutos adicionados. En Mercedes, el 12 de junio de 2017, logró el ascenso a la Liga Nacional de Básquet tras imponerse 94 a 72.

### Temporada en Liga Nacional
Para la temporada 2017-18 el equipo confirmó la continuación de Fernando Rivero como entrenador y de los jugadores Gastón Essengué y José Defelippo y se reforzó con Lucas Arn, Emiliano Correa, Ryan Amoroso, Juan Pablo Figueroa, Fernando Funes, Facundo Vallejos, Isaiah Swann y J.J. Moore. El primer torneo que disputará es el Súper 20 y luego La Liga. En el marco preparatorio para dichas competencias disputó un amistoso ante San Martín de Corrientes, en el estadio del equipo rojinegro, donde ganó Comunicaciones 73 a 68.
El primer torneo que disputó en la máxima categoría fue el Súper 20, torneo oficial de pretemporada donde "Comu" integró una zona junto con Regatas Corrientes, San Martín de Corrientes, La Unión de Formosa y Estudiantes Concordia. Con solo dos victorias en ocho encuentros, en el primer partido ante el equipo concordiense de local y la otra visitando a Regatas, el equipo terminó igualado con Regatas Corrientes, que lo superó en el desempate por los enfrentamientos mutuos, y lo colocó último en la zona, emparejado ante el mismo equipo de cara a los play-offs. En la reclasificación comenzó como local ante el equipo "remero" y perdió en tiempo suplementario, tras empatar en 80, 94 a 90 y en Corrientes nuevamente cayó (94 a 89) y quedó eliminado del torneo.
Luego comenzó la Liga Nacional, donde el equipo sufrió varias modificaciones de plantel a lo largo de la misma, llegó David Huertas a ocupar una plaza vacante, luego se fueron J.J. Moore, Isaiah Swann y Gastón Essengue, estos dos últimos en el receso por las fiestas, donde llegó el puertorriqueño Jonathan Rodríguez y el estadounidense Eric Dawson, luego se sumaron Fabián Sahdi y Curtis Withers a la vez que se fueron Emiliano Correa y Ryan Amoroso, luego se fue David Huertas y llegó Juan Manuel Torres pero a pesar de tantos cambios, el equipo marchabavirtualmente último, al tener 7 victorias en 24 partidos, y allí, faltando 14 encuentros para terminar la temporada regular, la dirigencia decidió que Fernando el tulo Rivero deje el cargo y lo reemplace el exentrenador de Ferro de Buenos Aires, Ariel Rearte que también había dejado su puesto por malos resultados. El equipo terminó decimoctavo, salvando la categoría pero sin entrar a play-offs.
La segunda temporada del club en la máxima categoría fue la temporada 2018-2019 que comenzó con la renovación del equipo. Continuó Ariel Rearte como entrenador y los U23 José Defelippo y Julián Aleric, mientras que se sumaron Luis Cequeira, Facundo Giorgi, Selem Safar, Miguel Gerlero, Matías Bortolín y los extranjeros Kyle Davis, Víctor Leal, Novar Gadson y Robert Battle, haciendo así que el equipo se armara con grandes jugadores. El primer torneo oficial de la temporada fue el Súper 20, donde integró grupo con Estudiantes Concordia, Regatas Corrientes, San Martín de Corrientes y La Unión de Formosa. El equipo ganó cuatro partidos de ocho disputados y clasificó a los octavos de final, donde quedó emparejado con Instituto de Córdoba. La serie fue al mejor de tres partidos, con ventaja de localía para el equipo cordobés, y por pedido de los equipos se modificó el orden de los encuentros, disputando el primer partido en Córdoba, donde ganó el local 76 a 66. El segundo encuentro lo ganó Comu en su cancha 89 a 68 y el tercer encuentro fue en cancha de Instituto, donde nuevamente ganó el equipo mercedeño (77 a 74) y avanzó de ronda. En cuartos de final se enfrentó a Ciclista Olímpico con ventaja de localía. El primer juego fue en La Banda, donde ganó Ciclista Olímpico 79 a 72, pero los dos siguientes juegos, en Mercedes, los ganó el local (73 a 53 y 80 a 58) y accedió al final four del torneo. En semifinales se enfrentó a San Lorenzo de Buenos Aires que lo derrotó (88 a 81) y lo eliminó del torneo. Luego disputó la Liga Nacional. En la temporada regular del torneo Comunicaciones logró una buena actuación y alcanzó 23 victorias en 38 partidos, lo que lo ubicó cuarto en la tabla general, clasificando a play-offs con ventaja de localía. En octavos de final se emparejó con Libertad de Sunchales y la serie fue pareja (95-97 y 87-72 en Mercedes, 66-82 y 91-75 en Sunchales), tal es así que llegó al quinto partido, donde Comu ganó como local (84 a 71) y avanzó de ronda. En cuartos de final se enfrentó a Ferro de Buenos Aires en una serie que nuevamente fue pareja y llegó al quinto juego tras repartirse victorias, 96 a 77 y 56 a 86 en Mercedes, 87 a 66 y 85 a 80 en Buenos Aires. El partido definitivo lo ganó el equipo porteño 72 a 69 y así Comunicaciones alcanzó los cuartos de final en su segunda participación en Liga Nacional.

### Primera participación internacional
Previo al comienzo de la temporada 2019-2020 y gracias a la gran actuación del equipo en la pasada temporada, Comunicaciones clasificó a la reanudación del Torneo InterLigas. La nueva edición del torneo contó con un cuadrangular en cancha de Regatas Corrientes, donde además del local estuvo Comu y los equipos brasileros Pato Branco Basquete y Universo Brasília. Comunicaciones ganó todos sus partidos del torneo y accedió a la final del mismo, donde se enfrentó como visitante al Bauru brasilero y cayó 63 a 82 en la primera final internacional del club en su historia.

## Uniforme
El uniforme de Comunicaciones es de color amarillo y negro a bastones verticales. El uniforme de baloncesto está confeccionado por la empresa RSP.
| Tradicional | Local TNA 16-17 | Local Liga 17-18 |

## Instalaciones
Comunicaciones auspicia como local en su propio estadio, el estadio cubierto del club que cuenta con capacidad para 4000 espectadores. Está ubicado en Camino de Tropa e Independencia, Mercedes y fue inaugurado el 23 de septiembre de 2014 con un encuentro amistoso disputado por Regatas Corrientes y San Martín de Corrientes. A finales de julio de 2019 se instaló un nuevo piso en la cancha.
Dentro del mismo predio está el estadio de fútbol del club, estadio Lorenzo Colombi, con capacidad para 6000 personas e inaugurado en 2008. Es el escenario que usa para sus partidos dentro de los torneos locales y federales.

## Datos del club
| En torneos nacionales - Temporadas en primera división: 2 (desde 2017-18) - Mejor puesto en la liga: 4.°, eliminado en cuartos de final (2018-19) - Temporadas en segunda división: 2 (2015-16 y 2016-17) - Mejor puesto en la liga: campeón (2016-17) - Peor puesto en la liga: 11.° de conferencia, eliminado en cuartos de final de conferencia (2015-16) - Participaciones en copas nacionales - En Torneo Súper 20: 2 - Mejor puesto: 3.° del grupo, eliminado en semifinales. (2018) | En torneos internacionales - Participaciones en Torneo InterLigas: 1 (2019) - Mejor puesto: subcampeón (2019) |

## Plantel profesional y cuerpo técnico

### Equipo actual
| Siguen de la temporada 2023-24 | Siguen de la temporada 2023-24 |
| Jugador                        | Posición                       |
| ------------------------------ | ------------------------------ |
| Francisco Llanos               | Base                           |
| Juan Bejar                     | Escolta                        |
| Marcos Panozzo                 | Alero                          |
| Franco Maeso                   | Ala-pívot                      |

## Entrenadores
En el profesionalismo.
- Jorge Caballero (2015)
- Fernando Rivero (2015-2018)
- Ariel Rearte (2018-2021)
- Hernán Laginestra (2021-2022)
- Guillermo Saldaña (2022) [28]
- Leandro Hiriart (2022-2023) [29]
- Jorge Balbis (2023-2024) [30]
- Hernán Ferrero (2024) [31]
- Eduardo Japéz (2024-presente)[32]

## Jugadores
Equipo campeón TNA 2016-17
4  Ariel Pau
5  Gastón Torre
6  José Defelippo
7  Nicolás Giménez
8  Franco Vieta
9  Nicolás Lauría
10  Ignacio Farías
11  Matías Aristu
12  Cristian Romero (capitán)
13  Gabriel Frencia
14  Joaquín Ferreyra
15  Gastón Essengué

## Palmarés
Campeón del Torneo Nacional de Ascenso 2016-17